# Visby flygplats
Visby flygplats (IATA: VBY, ICAO: ESSV) är en civil flygplats norr om Visby, 3,5 km från centrum och öppnades 1942. Flygplatsområdet delas till viss del med F 17 Gotland som har verksamhet inom flygplatsområdet. 
Swedavia AB äger och driver flygplatsen.

## Historia
1938 beslutade riksdagen att bygga ett civilt flygfält vid Visby. Visby flygplats invigdes den 27 januari 1942. Det första flygplanet som landade var ABA:s Göteland (en tysk Ju 52). Från och med oktober samma år började tremotoriga Junkerflygplan (Ju52/3) flyga reguljärt. Söder om nuvarande landningsbana ägde starter och landningar rum. Flygtrafiken var till stor del koncentrerad till Stockholm/Bromma, som öppnades 1936. I mars 1958 var utbyggnaden av flygplatsen klar och Luftfartsstyrelsen sänkte flygtaxan till 65 respektive 117 kronor[förklaring behövs].

## Militärt flygfält
Sedan invigning 1942 har Försvarsmakten haft verksamhet vid flygfältet, först genom att en basdivision från Östgöta flygflottilj (F 3) lokaliserades till fältet och senare under 1944 var en spaningsgrupp från Södermanlands flygflottilj (F 11) förlagda till fältet samt större delar av Västmanlands flygflottilj (F 1). Efter andra världskrigets slut kom fältet att verka som ett reservfält fram tills 1946 då Bråvalla flygflottilj (F 13) satte upp ett detachement vid flygfältet under namnet F 13 Gotland. I samband med försvarsbeslutet 1992 kom F 13 att avvecklas och detachementet överfördes 1994 till Upplands flygflottilj och fick namnet F 16 Gotland. Vid försvarsbeslutet 2000 kom dock F 16 i Uppsala att avvecklas och detachementet överfördes ytterligare en gång, då till Blekinge flygflottilj och går sedan 2003 under namnet F 17 Gotland. Vid flygfältet är även en avdelning ur Försvarsmaktens telekommunikations- och informationssystemförband (FMTIS), samt delar ur Gotlands regemente (P 18) förlagda. Dessutom finns även Fortifikationsverket Visby där med sin kontor.

## Övrigt förekommande flyg
Sjöfartsverkets helikopterverksamhet har en flygbas för en av landets sju Search and Rescue-helikoptrar.
Till Visby flygplats kommer också affärs-, taxi- samt privatflyg. Postflyget mellan Gotland och fastlandet sköts av Zimex Aviation. Hemmahörande vid denna flygplats är öns flygklubb, Gotlands Flygklubb, som har varit aktiv här vid flygplatsen allt sedan starten 1939. Klubben har både en motorflygsektion och en segelflygsektion. Här på flygplatsen finns också Gotlands fallskärmsklubb. Båda klubbarna håller till vid den södra änden av flygplatsen.

## Övrigt
När Gotlands flygår 2008 summerades kunde man konstatera att fler hade valt att flyga 2008 i jämförelse med 2007. Inrikesdestinationer som hade ökat var Stockholm (Bromma/Arlanda/Skavsta), Göteborg, Ängelholm och Sundsvall. Utrikes var det fortfarande Turkiet som låg i topp. Totalt hade Visby flygplats drygt 324 000 passagerare 2008, 2,2% fler än 2007. Som inrikes sommardestination framstår Göteborg som vinnare med en ökning på hela 236% och som utrikes sommardestination dominerade Helsingfors. På chartersidan föredrog gotlänningarna fortfarande Turkiet, 1 061 gotlänningar reste dit, men 2008 års satsning på Grekland visade sig också mycket lyckosam (1 028 gotlänningar reste till Grekland). Intresset för att utveckla Gotlands flygtrafik fortgår. 2009 års flygkarta innehåller hela 15 olika flygresmål direkt från Gotland.

## Till och från Visby flygplats
- Flygbuss: Sommartid trafikerar Flygbussarna en linje mellan flygplatsen, Östercentrum och hamnen. Gotlands kommuns kollektivtrafik trafikerar hållplatsen "Flygplatsvägen" 500 m från flygplatsen på länsväg 149 med landsbygdstrafikens linje 61 och 62.
- Taxi och Flygtaxi (bokas när flygresan bokas) finns att tillgå.
- Hyrbil finns att tillgå.
- Parkering finns för egen bil (avgiftsbelagd).

## Destinationer och flygbolag

### Reguljära destinationer
| Flygbolag             | Destinationer                      |
| --------------------- | ---------------------------------- |
| Norwegian Air Shuttle | Stockholm-Arlanda (under sommaren) |
| Ryanair               | Stockholm-Arlanda (under sommaren) |
| Scandinavian Airlines | Stockholm-Arlanda                  |
| Finnair               | Helsingfors-Vanda (under sommaren) |

## Statistik
Sökfråga på wikidata efter rådata.